# Villa Chiericati
La Villa Chiericati, llamada también Villa Chiericati-Rigo es una villa del siglo XVI relacionada con el arquitecto Andrea Palladio. Se encuentra en Vancimuglio, localidad del municipio italiano de Grumolo delle Abbadesse.

## Historia
El comitente de la villa fue Giovanni Chiericati, hermano de Girolamo, para el cual en los mismos años Palladio realizó el palacio en la Isola de Vicenza. Con gran probabilidad el proyecto para la villa es contemporánea del palacio Chiericati, y por tanto debe remontarse a los primeros años cincuenta. En 1557, un año antes de la muerte del comitente, la villa estaba incompleta en su mayor parte, tanto que en el año 1564 estaba cubierta pero todavía le faltaban los áticos y las ventanas, y no estaba todavía habitada.
La villa no se acabó hasta después de que la adquiriese Ludovico Porto en 1574.  En 1584, para completar la villa, contrató al arquitecto Domenico Groppino, quien había colaborado con Palladio.
La Unesco ha incluido la villa en el conjunto Patrimonio de la Humanidad llamado «La ciudad de Vicenza y las villas palladianas del Véneto».

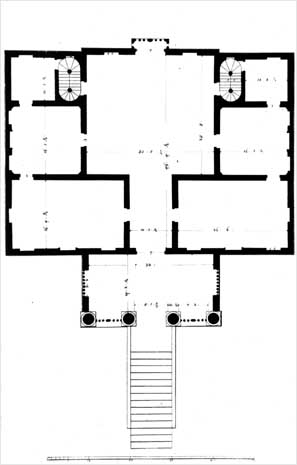
Plano de la Villa Chiericati.

## Detalles arquitectónicos
La villa es de planta cuadrada. Un pórtico se proyecta a partir de su fachada principal. La Villa Chiericati en Vancimuglio señala una etapa fundamental en la evolución del lenguaje palladiano porque es la primera vez que el pronaos de un templo se incorporaba al diseño de una villa. Las habitaciones principales están construidas sobre un piano nobile encima del semisótano.  El piso superior es de mucha menor importancia. El diseño de la villa sería el prototipo de obras palladianas posteriores como la Villa Rotonda y la Villa Malcontenta. 

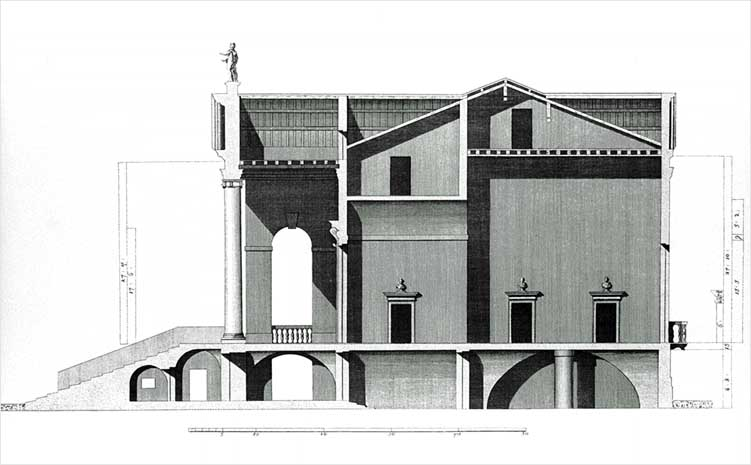
Sección transversal de la Villa Chiericati.

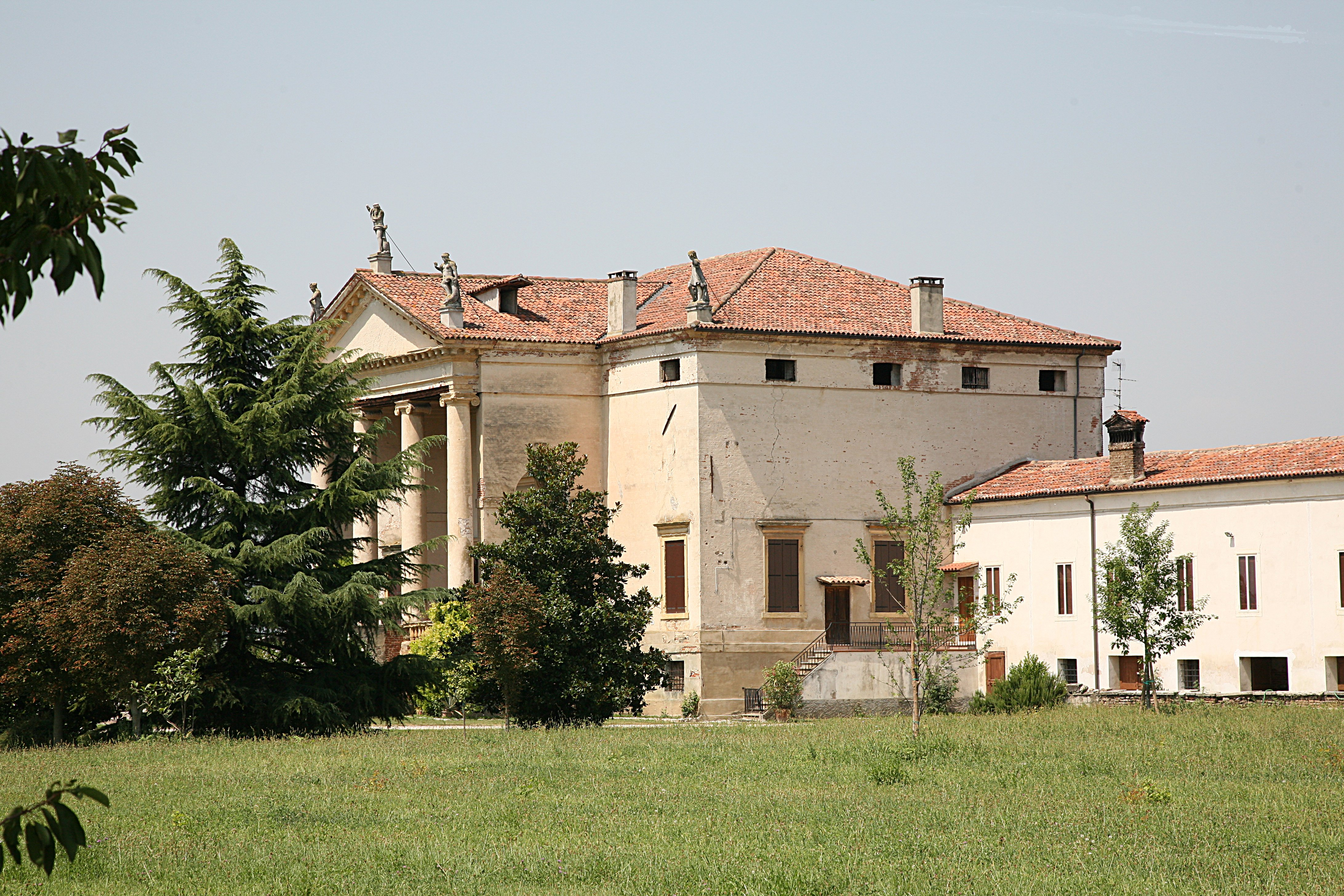
Lado derecho de la villa.

Hay cierto debate en cuanto hasta qué punto Groppino, el arquitecto que asumió el proyecto en 1584, influyó en el diseño final del edificio. Algunos diseños y esbozos autógrafos conservados en Londres documentan el proyecto original palladiano para la villa, sensiblemente modificado en fase ejecutiva: se sustituyó el salón central con dos ábsides en favor de un simple espacio cúbico. El cambio de programa ha llevado a la clausura de una ventana termal todavía visible en el proyecto posterior. En un esbozo de estudio se acoge también una primera solución de un pronaos con columnas también en los lados, luego sustituida por el actual muro con un arco. Parece que la ejecución fue poco controlada por Palladio, y así como este pórtico es indudablemente mano suya, la posición de las ventanas son una variación respecto al consejo del propio arquitecto en I Quattro Libri dell'Architettura, donde advierte contra la colocación de ventanas cerca de la esquina de un edificio por miedo a que debilitara la estructura (la villa no muestra de hecho signos de asentamiento aquí).